# Musée de la santé Armand-Frappier
Le Musée de la santé Armand-Frappier, est un Musée québécois consacré à l'interprétation des sciences relatives à la santé humaine, situé à Laval, dans la région touristique de Laval au Québec.
Lieu reconnu de vulgarisation scientifique, de nombreuses activités sont proposées pour mieux comprendre les thématiques abordées : visites d’expositions, activités en laboratoire, ateliers scientifiques itinérants, camps scientifiques, séjours d’initiation à la recherche et une diversité d'activités culturelles.

## Histoire
Médecin, microbiologiste pasteurien, précurseur de la médecine préventive et bâtisseur d’un institut de recherche réputé qui porte son nom, le Dr Armand Frappier (1904-1991) a été honoré à plus d’un titre : doctorats honoris causa des universités de Paris, Cracovie, Laval, du Québec, de Montréal et McGill, grand officier de l’Ordre du Québec, compagnon de l’Ordre du Canada et officier de l’Ordre de l’Empire britannique. Reconnu mondialement pour ses travaux et sa lutte contre la tuberculose, le Dr Frappier a été un ambassadeur de choix pour le Canada dans la communauté scientifique internationale et un pionnier de la recherche scientifique au Québec. Les objets ayant appartenu au Dr Frappier permettent de commémorer la vie et l’œuvre du chercheur, qui a travaillé sans relâche à la protection de la santé de ses concitoyens.
En 1992, à la suite du décès du Dr Frappier, la Fondation Armand-Frappier, l’Institut Armand-Frappier et la Ville de Laval créent et fondent le Musée Armand-Frappier, aujourd'hui connu sous le nom du Musée de la santé Armand-Frappier, qui ouvrira ses portes en 1994. D’abord présidé et dirigé par Mme Lise Frappier-Davignon (fille du Dr Frappier), le Musée a pour mission de commémorer la mémoire du Dr Frappier tout en faisant la promotion des connaissances scientifiques auprès du grand public, notamment auprès des enfants.
En 2001, le Musée a renouvelé son exposition permanente, afin de faire connaître l’univers fascinant des micro-organismes avec l’exposition « Microzoo » . Des programmes éducatifs et activités en laboratoire variées, animées par des scientifiques, ont été ajoutés à la programmation. Ces activités sont rapidement devenues la marque de commerce de l’institution. Cette première phase de dynamisation de la programmation a permis à la fréquentation du Musée de faire un bond significatif, celle-ci passant de 1 000 à plus de 6 000 visiteurs et participants l’an. 
En 2002, l'institution adopte le nom officiel de Centre d’interprétation des biosciences Armand-Frappier (CIBAF), tout en conservant son nom d'usage : Musée de la santé Armand-Frappier. Dès lors, les activités sont plus nombreuses et plus diversifiées. En 2013, le Musée adoptera d’ailleurs sa présente mission, qui indique que l’institution se consacre à l’interprétation des sciences relatives à la santé humaine.
Depuis 2007, l’équipe du Musée a entrepris une seconde phase de dynamisation. Chaque année, de la nouveauté a été offerte aux visiteurs : exposition temporaire « Microbes à la Une! » en 2008, exposition temporaire « J’embraye au vert » en 2009, programmations annuelles spéciales « OGM, ouvrons le débat! » en 2010, « La chimie au cœur de la vie » en 2011, « L’immunologie démystifiée » en 2012, « La science dans votre assiette! » en 2013, « Les grands enjeux scientifiques d’aujourd’hui et de demain » en 2014, l'exposition temporaire « Vaccins » en 2015, l'exposition temporaire « Le cerveau, c’est génial » en 2016, l'exposition temporaire «Les allergies font jaser!» en 2017. Entre 2018 et 2020, le Musée accueille l'exposition « Nous et les autres - Des préjugés au racisme» une adaptation de l'exposition éponyme du Musée de l'Homme de Paris, site du muséum national d'histoire naturelle de France. De 2020 à 2022, le Musée a présenté sa l'exposition Bouger! qui renseignait les visiteurs sur le fonctionnement du corps lorsqu'il est en mouvement et sur les effets de l'activité physique sur la santé.
Ce fort dynamisme de la programmation a eu un effet important sur la fréquentation de l’institution, qui a été multiplié par plus de 20 depuis l’ouverture du Musée. L’équipe du Musée a su gérer cette croissance, en maintenant la qualité du service offert et en conservant l’approche distinctive de l’institution. En effet, même s’ils sont plus nombreux aujourd’hui, les visiteurs sont systématiquement accueillis par un animateur scientifique. Cet animateur les accompagne dans leurs découvertes et leur fait vivre une expérience scientifique et humaine unique.
C’est en 2022 que le Musée Armand-Frappier devient officiellement le Musée de la santé Armand-Frappier. Ce changement de désignation précise son champ thématique. Il s’est également doté d’une nouvelle image de marque et d'un nouveau site Internet.
À l’automne 2019, la Ville de Laval a octroyé le mandat de conception et de construction des futures installations du Musée de la santé Armand-Frappier. Ces nouveaux locaux, mieux adaptés aux fonctions muséales et construits de façon adjacente au Cosmodôme, ont ouvert leurs portes le 30 janvier 2023. Cette relocalisation permet de créer un pôle de culture scientifique unique en offrant aux visiteurs du Musée des espaces plus grands et plus accessibles.
Pour sa réouverture dans de nouvelles installations, le Musée a offert deux nouvelles expositions: une exposition permanente 4, 3, 2, 1... Santé! et une exposition temporaire Pandémies: l'humanité au défi. Cette dernière s'est terminée le 4 septembre 2023.
Depuis le 2 octobre 2023, le Musée offre une nouvelle exposition temporaire intitulée Manger! L'exposition qui nourrit. Réalisée avec Bernard Lavallée, nutritionniste et auteur, cette exposition explore le lien entre le bien-être et l'alimentation.
Au fil des ans, de nombreux prix ont été décernés à l’institution pour la qualité de ses activités et le dynamisme de sa programmation. Finalement, ces efforts constants de dynamisation de la programmation ont permis d’attirer l’attention sur le Musée ; de démontrer sa pertinence de même que son potentiel.

## Collections
Le Musée de la santé Armand-Frappier possède (ou gère certains objets) trois collections.
Les objets et documents d’archives des collections sont collectionnés à des fins de recherche, de diffusion et d’éducation, et certains objets de la Collection Héritage scientifique et de la Collection Santé humaine peuvent être utilisés à des fins de manipulations dans le cadre d’activités auprès des visiteurs.
Chacune d’elles a un mandat distinct. L’ensemble des collections compte, en mai 2018, 6 269 objets répartis sur 2 238 fiches documentaires.

## Performances
En 2022, la fréquentation totale du Musée de la santé Armand-Frappier a été de 9 062 visiteurs et participants.
Bien qu’en deçà des résultats obtenus au cours des dernières années, cette fréquentation s’explique en grande partie par l’importante réduction du nombre d’activités offertes par le Musée à ses divers publics afin de préparer le projet de relocalisation. Les programmes d’ateliers scientifiques (anciennement connus sous le nom des Jeunes au labo !) et des camps scientifiques ont quant à eux été mis en pause en 2022.

## Activités
Le Musée de la santé Armand-Frappier propose de nombreuses activités afin de sensibiliser un large public aux sciences de la santé humaine. Exposition, ateliers scientifiques ou encore actions culturelles, l’Institution propose des activités pour tous les âges à partir de 6 ans.

### Expositions et programme éducatif
Les expositions sont ouvertes à la fois au grand public et aux visites de groupes. Lors de visites de groupes, notamment scolaires, les animateurs scientifiques du Musée animent une visite en contexte d'exposition et en laboratoire. Ils adaptent leur propos au public. En effet, pour chaque exposition est développée une programmation éducative permettant d’aborder les points essentiels du contenu de l’exposition à travers des animations scientifiques et des ateliers au laboratoire.
Lors de ces expériences de laboratoire, le public utilise du véritable matériel d’expérimentation sous la supervision d'un animateur scientifique du Musée.
| EXPOSITIONS                                  | Années                        |
| -------------------------------------------- | ----------------------------- |
| Exposition permanente «4, 3, 2, 1… Santé!»   | Depuis janvier 2023           |
| Ça Chauffe ! Cool it                         | Depuis Octobre 2024           |
| Manger! L'exposition qui nourrit             | Octobre 2023 - Septembre 2024 |
| Pandémies: l’humanité au défi                | Janvier 2023 - septembre 2023 |
| Bouger!                                      | Septembre 2020 - Juin 2022    |
| Nous et les autres. Des préjugés au racisme* | Septembre 2018 - Mars 2020    |
| Les allergies font jaser!                    | Septembre 2017 - Août 2018    |
| Le cerveau, c'est génial                     | Septembre 2016 - Août 2017    |
| Vaccins                                      | Juin 2015 - Mai 2016          |
| MicroZoo                                     | Juin 2001 - Mai 2015          |

*Nous et les autres. Des préjugés au racisme est l'adaptation d'une exposition conçue et réalisée par le Musée de l’Homme, l’un des sites du Muséum national d’Histoire naturelle de France, et qui a reçu le haut patronage de l’UNESCO.

### Activités hors murs
Le Musée de la santé Armand-Frappier propose de nombreuses activités hors de ces murs afin d’être accessible pour le plus grand nombre.

#### Ateliers en classe
Menés par des animateurs qui se déplacent dans les établissements scolaires et les bibliothèques, le Musée offre 5 ateliers scientifiques en présentiel et en virtuel. Ces activités scientifiques abordent des thèmes variés] : La santé de A à Z, La science de bouger!, Tous pareils, tous différents!, Génial, mon cerveau et Microbes, globules et compagnie!.
Ces activités, toutes développées par l’équipe éducative du Musée de la santé Armand-Frappier, permettent de rejoindre des publics du préscolaire au secondaire dans le confort de leur classe.

#### Kiosques
Pendant la belle saison, l’équipe d’animation se déplace pour aller à la rencontre de ses publics dans les parcs et festivals de la région. Avec son kiosque, le Musée propose des activités au grand public pour démystifier les sciences de la santé humaine.

#### Programmation culturelle
L’institution muséale fait ainsi le lien entre le monde de la recherche, des experts et le public en utilisant des formats variés : activités, conférences, café sciences, soirées de discussions en présence d'experts.